# Paraboea verticillata
Paraboea verticillata är en tvåhjärtbladig växtart som först beskrevs av Ridley, och fick sitt nu gällande namn av Brian Laurence Burtt. Paraboea verticillata ingår i släktet Paraboea och familjen Gesneriaceae. Inga underarter finns listade i Catalogue of Life.